# Tribunal fédéral (Suisse)
Cet article possède des paronymes, voir Tribunal administratif fédéral (Suisse) et Tribunal pénal fédéral.
Pour les articles homonymes, voir Tribunal fédéral.
Le Tribunal fédéral (TF ; en allemand : Bundesgericht, BGer ; en italien : Tribunale federale, TF ; en romanche : Tribunal federal, TF ) est l'autorité judiciaire suprême de la Confédération suisse, ainsi qu'en dispose l'article 188 de la Constitution suisse. Il est composé de quarante juges ordinaires et dix-neuf juges suppléants.
Le Tribunal fédéral est chargé de veiller à l’application uniforme du droit fédéral, au respect des droits fondamentaux en Suisse et à la conformité du droit cantonal avec le droit supérieur. Il statue en dernière instance. Contrairement à d’autres pays, le Tribunal fédéral n’est pas une juridiction constitutionnelle : il n’a pas le pouvoir de contrôler la conformité des lois fédérales avec la Constitution fédérale.
Sa devise est Lex justitia pax (« Loi, justice, paix » en latin).

## Histoire

### Avant la République helvétique

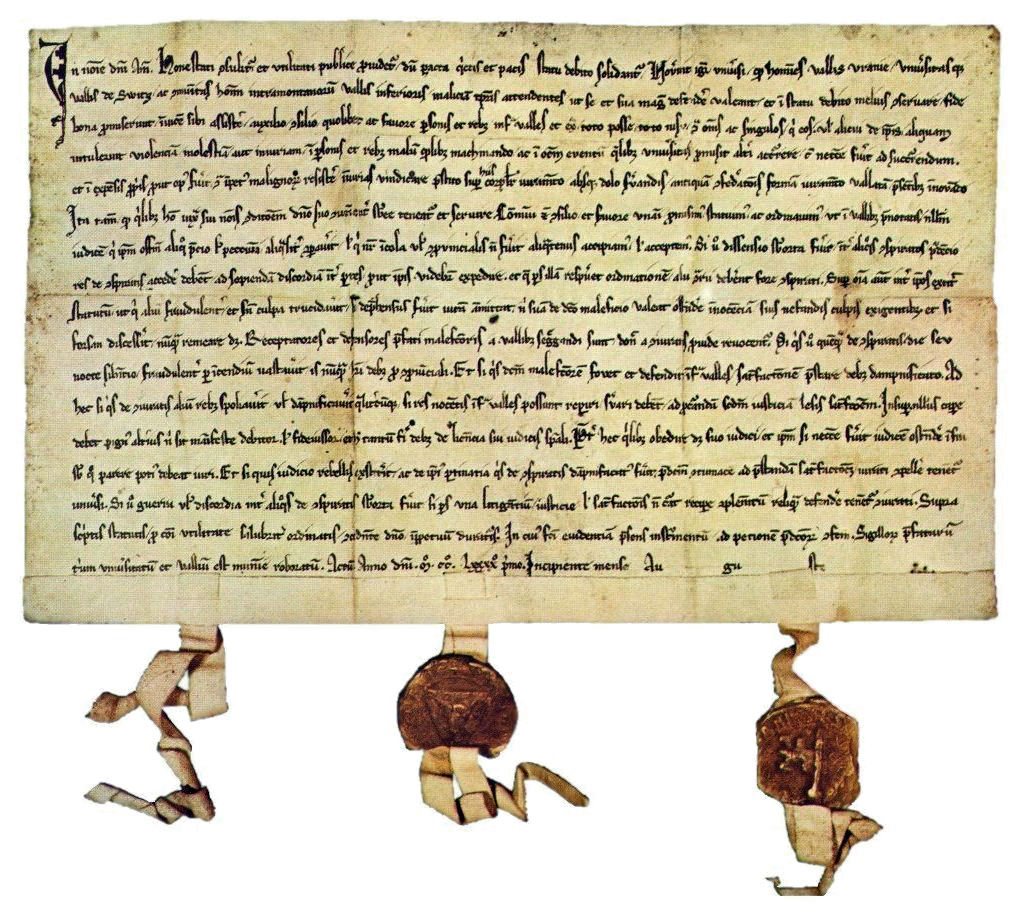
Pacte fédéral de 1291.

Entre 1291 et 1798, il n'existe aucune institution ayant les compétences du Tribunal fédéral moderne.
Au Moyen Âge, lors de l'arrivée progressive de nouveaux membres au sein de la Confédération suisse, les accords prévoient les moyens de régler les conflits et les problèmes, toujours dans un but de paix et de cohésion. Les assemblées où se réunissent les différents membres étaient appelées Diète fédérale : celle-ci naquit principalement de la volonté d'arbitrage, se base surtout sur la coutume et ne rend son jugement, en général, que s'il y a l'unanimité. Le Pacte de Zurich prévoit, par exemple, de se réunir à l'église d'Einsiedeln pour résoudre un éventuel problème. En revanche, elle ne dispose pas d'un pouvoir contraignant et elle laisse la tâche d'appliquer la décision aux différents cantons.

### République helvétique et Médiation
Au moment de la République helvétique, un Tribunal suprême est créé, considéré comme « l'enfant oublié du Tribunal fédéral ». Il est permanent, avec juridiction sur tout le territoire de la Suisse à cette époque. Les membres de ce Tribunal suprême sont nommés par les cantons (qui ont perdu toutefois leur souveraineté), et le président par le Directoire (le premier à ce poste est Albrecht Rengger, toutefois seulement pour moins de deux semaines du 20 mai au 2 juin 1798, ce poste est repris par Johann Rudolf Schnell). La République helvétique s'écroule en 1803, et le Tribunal suprême tient sa dernière séance le 8 mars 1803.
Pendant la Médiation, il n'y a pas d'institution similaire au Tribunal suprême ou au Tribunal fédéral.

### Tribunal fédéral non permanent entre 1848 et 1874

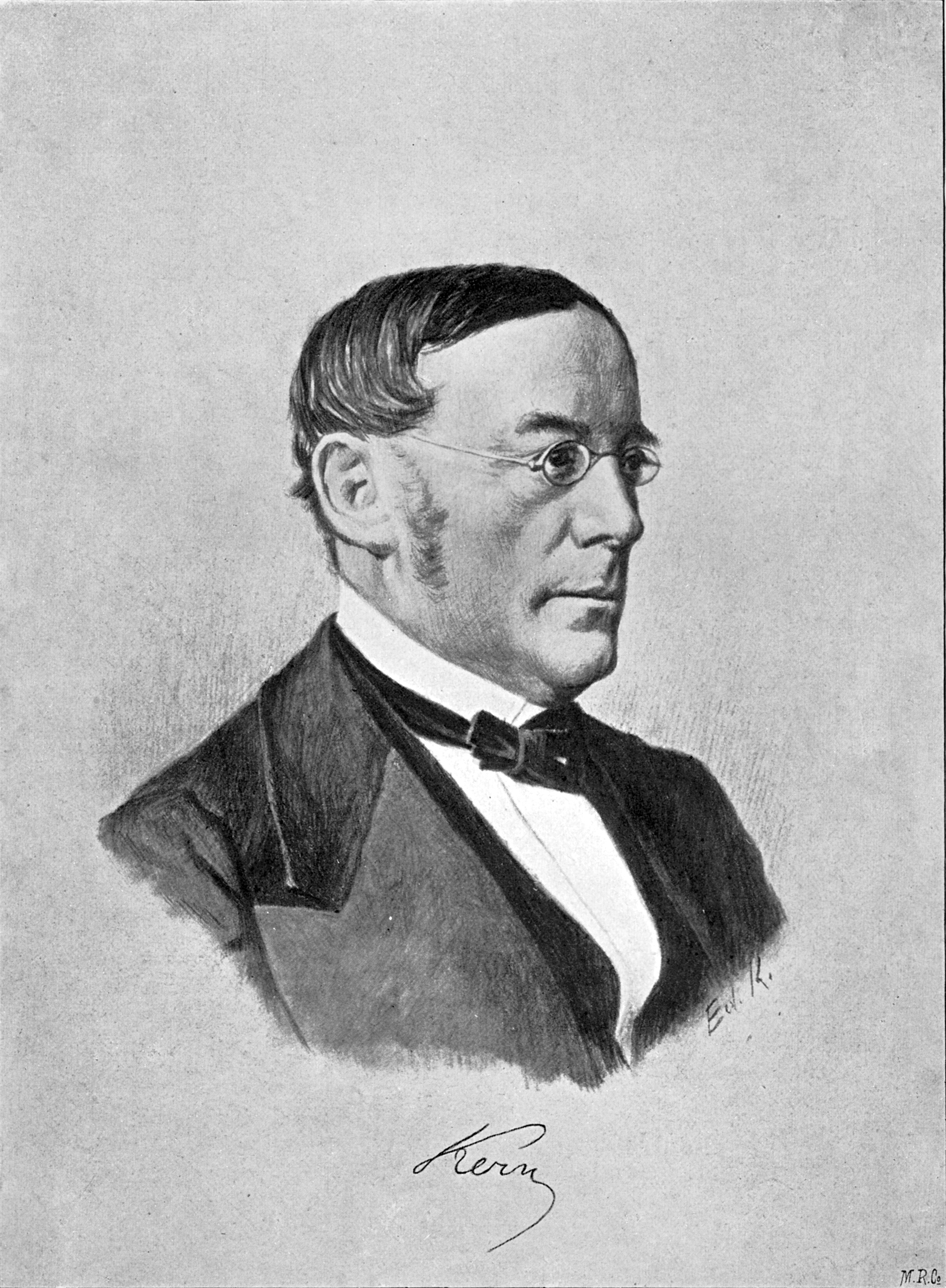
Johann Konrad Kern, premier président du Tribunal fédéral, élu en 1848 en Suisse.

L'idée d'un Tribunal fédéral apparaît en 1848, au moment de la naissance historique de l'État fédéral. Ce nouveau système politique, le fédéralisme, transforme complètement les relations entre les cantons et le paysage politique en donnant naissance à la Suisse moderne. Le Tribunal fédéral de l'époque n'est pas permanent. Il est composé de onze membres et de onze suppléants, et son premier président est Johann Konrad Kern. Il existe une incompatibilité de mandat entre juge fédéral et membre du Conseil fédéral, mais pas pour les membres du Parlement fédéral. Les compétences du Tribunal fédéral lors de sa création n'est que moindre, d'une part parce que l'Assemblée fédérale et (surtout) le Conseil fédéral font office d'instance de recours dans nombre de situations, et d'autre part parce que la Confédération à ce moment ne dispose que de peu de compétences (celles-ci restant pour la majeure partie dans les mains des cantons). Une des affaires majeures de cette période est celle de la séparation des biens entre les demi-cantons Bâle-Ville et Bâle-Campagne. Entre 1848 et 1874, le Tribunal fédéral traite 1 122 affaires, dont 855 en matière d'expropriation.

### Tribunal fédéral à partir de 1874
Avec la nouvelle Constitution fédérale de 1874, le Tribunal fédéral compte neuf juges (et neuf suppléants), élus pour six ans. Il suffit d'être citoyen suisse pour être élu, aucune qualification juridique n'étant requise. Toutefois, les juges fédéraux doivent se consacrer à plein temps à leur fonction et ne peuvent être ni parlementaire fédéral, ni membre de l'exécutif fédéral. Pour la première composition du nouveau Tribunal fédéral, en octobre 1874, l'Assemblée fédérale a tout de même pris presque 20 tours d'élection pour pourvoir tous les postes. Il reste à déterminer le siège du Tribunal fédéral. Sept villes (Berne, Neuchâtel, Bâle, Soleure, Aarau, Lucerne, et Lausanne) sont en lice pour accueillir l'instance judiciaire fédérale suprême. Après une première sélection, Lucerne et Lausanne sont soumis au choix de l'Assemblée fédérale, qui se décide pour les rives du Léman.
En 1917, le Tribunal fédéral des assurances (TFA) est créé. Il a pour siège Lucerne, en guise de « lot de consolation » pour ne pas avoir été choisie en 1874. Il est compétent pour les affaires de droit des assurances sociales de la Confédération. Malgré son titre officiel de Cour des assurances sociales du Tribunal fédéral, le TFA est pratiquement indépendant. En 2007, avant sa fusion avec le Tribunal fédéral, il est composé de onze juges.
Le bâtiment actuel est construit entre 1923 et 1927 dans le style néo-classique, dans le quartier de Mousquines/Bellevue. En particulier, la statue au centre du fronton a été sculptée par Carl Angst.
À la fin des années 1970, la composition du Tribunal fédéral est augmenté à 30 juges ordinaires et 30 juges suppléants (11 ordinaires et 11 suppléants au Tribunal fédéral des assurances).
Une loi sur l'organisation judiciaire adoptée par l'Assemblée fédérale en 1989 veut réduire la possibilité de recours au Tribunal fédéral. La loi est toutefois refusée par le peuple par 52 %,.

### Autorité judiciaire suprême de la Confédération depuis 1999
Avec l'entrée en vigueur de la Constitution fédérale de 1999, le Tribunal fédéral est désigné comme « autorité judiciaire suprême de la Confédération » (en allemand oberste rechtsprechende Behörde des Bundes). Selon certains auteurs, le terme « suprême » est équivoque, car il rappellerait le Tribunal suprême de la République helvétique.
Le Tribunal fédéral est remanié en 2007 avec l'entrée en vigueur de la loi sur le Tribunal fédéral le 1er janvier 2007 : le Tribunal fédéral des assurances intègre pleinement la structure du TF, mais continue de siéger à Lucerne.

## Missions
Le Tribunal fédéral est la dernière instance judiciaire suisse, mais ne possède par le monopole de la justice, car le bon maintien de celle-ci dépend en premier lieu des tribunaux de première instance. Le Tribunal fédéral a deux missions principales et essentielles : d'une part, garantir la protection des libertés fondamentales des citoyens ; et d'autre part, assurer l'application uniforme du droit fédéral.
L'application uniforme du droit fédéral est importante, car la Suisse est un État fédéral. « Il serait parfaitement inconséquent qu'il [le droit fédéral] soit appliqué différemment à Genève, Soleure, Bellinzone ou Coire » affirme l'ancien juge fédéral Alain Wurzburger. Le Tribunal fédéral maintient donc une forme d'ordre dans l'application du droit, en cassant les arrêts des tribunaux cantonaux ou, le cas échéant, en maintenant leurs conclusions. Dans ce rôle, le « Tribunal fédéral est un point de repère bienvenu tant pour les praticiens du droit que pour tous ceux qui se posent une question juridique dans une situation donnée ».
La protection des droits fondamentaux est le deuxième devoir du Tribunal fédéral. Il lui appartient de protéger les citoyens des actions de l'État quand ce dernier outrepasse ses prérogatives. Ce devoir de protection est toutefois restreint quand il s'agit de lois fédérales, car Mon-Repos est lié à ces dernières,. Cependant, il garde un large champ d'action en ce qui concerne le contrôle du droit cantonal, car ce dernier ne peut pas violer le droit fédéral (et par conséquent la Constitution fédérale).
Une troisième mission du Tribunal fédéral est mentionnée explicitement par la Constitution fédérale : « Il connaît des différends entre la Confédération et les cantons ou entre les cantons ». Il agit en cette qualité en première et unique instance. C'est le cas par exemple en 1980 lorsque le Tessin et le Valais ne peuvent se mettre d'accord sur leur frontière commune au niveau du col du Nufenen,.

## Compétences
Si elle est saisie, la Cour européenne des droits de l'homme a la possibilité de constater que la Suisse a violé la Convention européenne des droits de l'homme. Le cas échéant, le requérant peut demander au Tribunal fédéral la révision de son arrêt. 

Le fonctionnement, le statut et l'organisation du Tribunal fédéral ont pour bases légales la loi sur le Tribunal fédéral et la Constitution suisse.
Il existe aussi des cas où le recours au Tribunal fédéral est exclu,.

## Organisation

### Présidence
Le président et le vice-président du Tribunal fédéral sont élus par l'Assemblée fédérale pour une période de deux ans, renouvelable une seule fois. Ces deux élections reposent sur une proposition de la Cour plénière, qui est (à de très rares exceptions) toujours suivie par les Chambres fédérales.
Le président du Tribunal fédéral préside la Cour plénière et la Commission administrative. Dans ce rôle, il représente aussi la Haute Cour vers l'extérieur. Si le président est empêché, le vice-président le remplace de ses fonctions.
Outre son rôle de présidence de ces deux organes, le président du Tribunal fédéral ne dispose pas d'autres prérogatives spéciales en matière de jurisprudence. Il a toutefois aussi la charge de garantir la meilleure ambiance de travail possible au sein de l'institution.
En 2025, la présidence est assumée par le genevois François Chaix (qui siège à la Ire Cour de droit public), la vice-présidence est assumée par le tessinois Francesco Parrino (qui siège à la IIIe Cour de droit public).

### Juges fédéraux

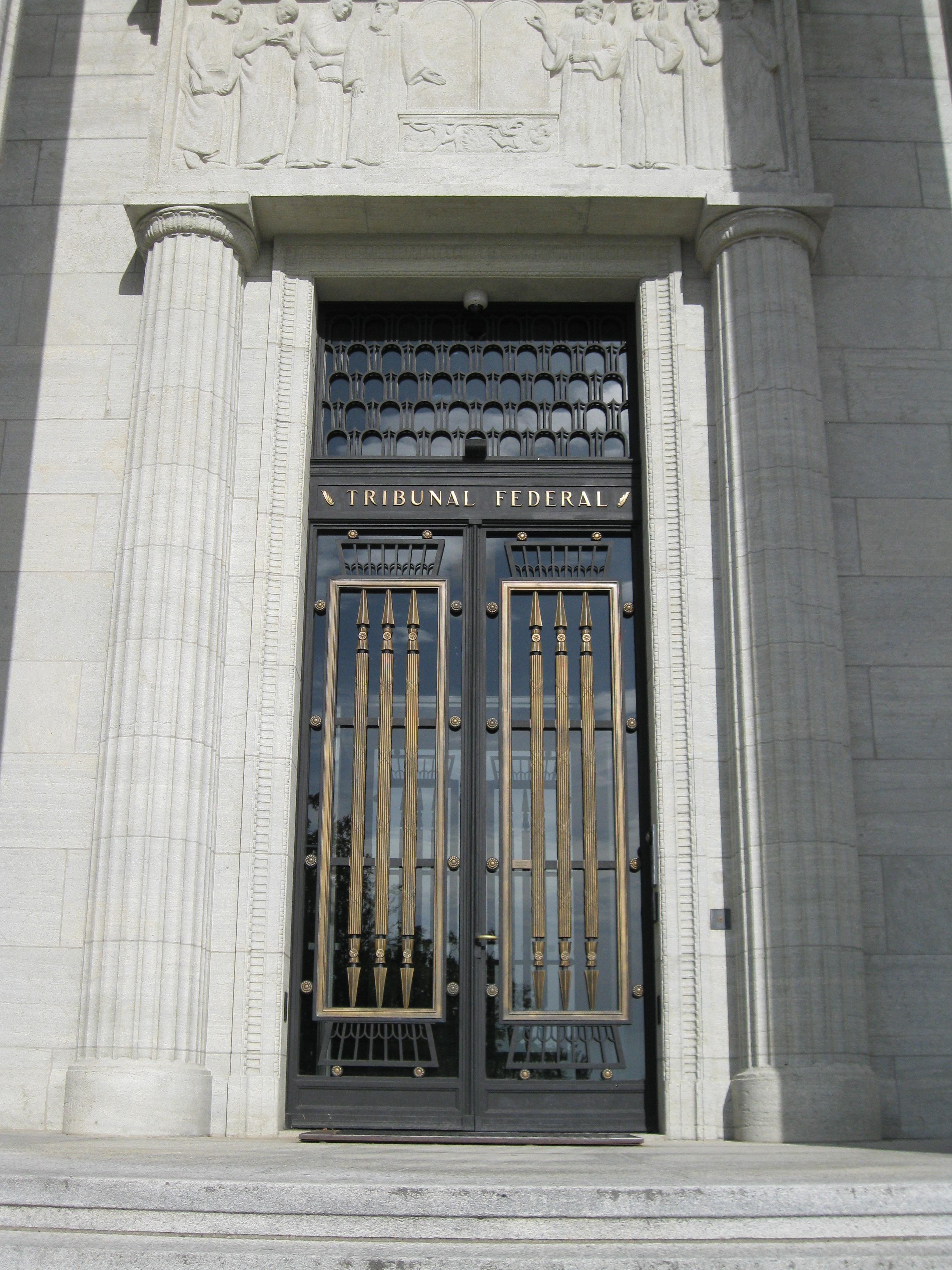
Une des trois portes principales du siège du Tribunal fédéral, à Lausanne.

Le Tribunal fédéral est composé de 40 juges ordinaires et 19 juges suppléants.
Selon Wurzburger, qui a siégé lui-même au Tribunal fédéral, les juges fédéraux ne sont que peu connus du public, ce qui leur donne un anonymat de fait, à moins qu'un incident particulièrement grave ait lieu (comme en 2003 avec Martin Schubarth).

#### Statut
Les juges fédéraux sont égaux en droits et en devoirs et aucun n'a une voix prépondérante lors de l'adoption d'un jugement.
En siégeant au Tribunal fédéral, les magistrats perdent le droit de siéger en même temps à l'Assemblée fédérale ou au Conseil fédéral, au nom de la séparation des pouvoirs. De même, ils ne peuvent pas exercer une fonction officielle pour un État étranger, ou accepter des titres ou des décorations octroyés par des autorités étrangères (comme la Légion d'honneur, la Bundesverdienstkreuz ou l'Ordre du Mérite de la République italienne),.
Le salaire d'un juge fédéral est fixé par ordonnance de l'Assemblée fédérale. Le traitement est fixé à 80 % du salaire d'un conseiller fédéral, ce dernier est fixé à 404 791 CHF par an, ce qui fait 323 833 CHF par an. Toutefois, le salaire est sujet à renchérissement : en 2020, le traitement d'un conseiller fédéral est de 454 581 CHF, donc 363 665 CHF pour un juge fédéral. En 2011, ce dernier montant était de 350 000, le même pour tous les juges, indépendamment de leur ancienneté ou du fait qu'ils président une Cour.

#### Activités
Selon Wurzburger, les juges fédéraux passent une bonne partie de leur journée de travail dans leur bureau au siège du Tribunal fédéral, pour étudier les dossiers qui leur sont attribués et rédiger des rapports à l'intention de leurs collègues. Le travail reste solitaire.
Contrairement à leurs collègues français ou allemands, les juges au Tribunal fédéral ne portent pas de tenue propre à leur fonction. Seule est requise une tenue de ville, même si certains (comme Hans Wiprächtiger) sont réfractaires à la cravate.
Les juges fédéraux peuvent s'engager dans des activités accessoires, autrement dit en dehors du Tribunal fédéral. Toute autre activité lucrative leur est toutefois interdite. Cette interdiction inclut la prise d'un mandat (dans la direction, l'administration, l'organe de surveillance ou l'organe de révision) pour une entreprise commerciale ou un mandat pour le service d'un canton. Il leur est aussi interdit de représenter un mandataire devant le Tribunal fédéral. Seules les activités sans but lucratif peuvent être entreprises, mais restent sujettes à autorisation. Sont autorisés, entre autres, les mandats d'expertise ou d'arbitrage (s'il existe un intérêt public), les enseignements ponctuels et siéger dans le comité éditorial d'un commentaire ou d'une revue scientifique. L'autorisation est donnée par le président de la cour dans laquelle siège le juge requérant et communiquée au secrétaire général. Si les rétributions des activités accessoires autorisées dépassent 10 000 CHF par an, le juge concerné doit en reverser l'excédent à la caisse du Tribunal fédéral.
Les juges de Mon-Repos et de Lucerne peuvent toutefois rédiger librement des articles ou des ouvrages.

#### Appartenance politique
| Parti | Parti | Nombre de juges | Nombre de juges | Nombre de juges | Nombre de juges | Représentation à l'Assemblée fédérale,. | Représentation à l'Assemblée fédérale,. |
| Parti | Parti | Femmes          | Hommes          | Total           | %               | Membres                                 | %                                       |
| ----- | ----- | --------------- | --------------- | --------------- | --------------- | --------------------------------------- | --------------------------------------- |
| UDC   |       | 7               | 6               | 13              | 34,2 %          | 59                                      | 24 %                                    |
| PSS   |       |                 | 7               | 7               | 18,4 %          | 48                                      | 19,5 %                                  |
| PDC   |       | 5               | 2               | 7               | 18,4 %          | 38                                      | 15,4 %                                  |
| PLR   |       | 2               | 4               | 6               | 15,8 %          | 41                                      | 16,7 %                                  |
| PES   |       | 1               | 2               | 3               | 7,9 %           | 35                                      | 14,2 %                                  |
| PVL   |       |                 | 1               | 1               | 2,6 %           | 16                                      | 6,5 %                                   |
| PBD   |       |                 | 1               | 1               | 2,6 %           | 3                                       | 1,2 %                                   |
| PEV   |       |                 |                 |                 | 0 %             | 3                                       | 1,2 %                                   |
| LdT   |       |                 |                 |                 | 0 %             | 1                                       | 0,4 %                                   |
| POP   |       |                 |                 |                 | 0 %             | 1                                       | 0,4 %                                   |
| EàG   |       |                 |                 |                 | 0 %             | 1                                       | 0,4 %                                   |
| UDF   |       |                 |                 |                 | 0 %             | 1                                       | 0,4 %                                   |
| Total | Total | 15 (39 %)       | 23 (61 %)       | 38              | 100 %           | 246                                     | 100 %                                   |

#### Origines linguistiques
Pluringuisme suisse oblige, les juges fédéraux ne parlent pas la même langue.
| Langue   | Femmes | Hommes | Total | %      | Répartition linguistique en Suisse (en 2018) |
| -------- | ------ | ------ | ----- | ------ | -------------------------------------------- |
| allemand | 9      | 14     | 23    | 57,5 % | 62,2 %                                       |
| français | 5      | 9      | 14    | 35 %   | 22,9 %                                       |
| italien  | 1      | 2      | 3     | 7,5 %  | 8 %                                          |
| romanche |        |        | 0     | 0 %    | 0,5 %                                        |

### Élection

#### Procédure

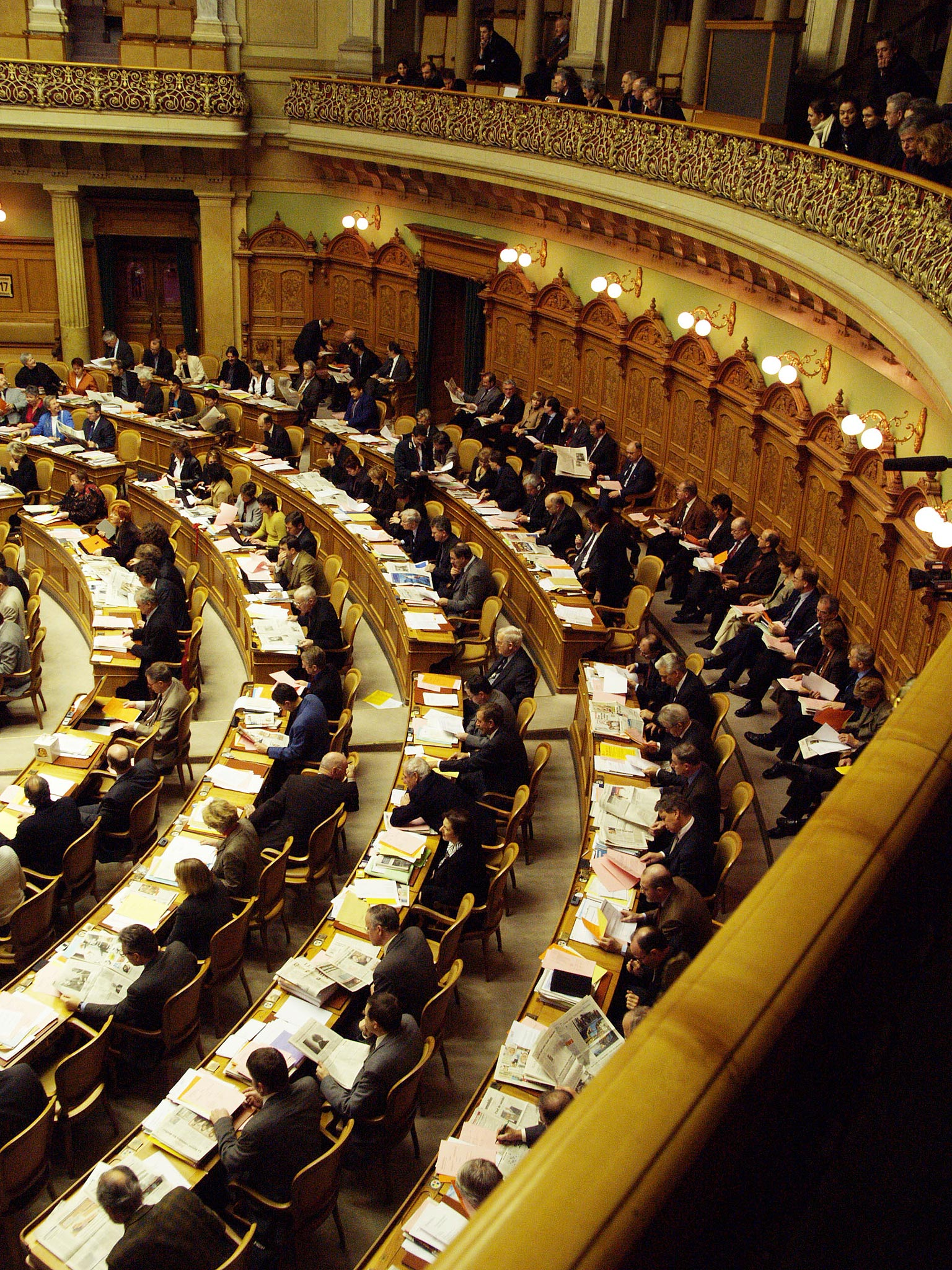
L'Assemblée fédérale (Chambres réunies) élit les juges au Tribunal fédéral.

Les juges au Tribunal fédéral sont élus par l'Assemblée fédérale pour six ans,. 
Avant de passer à l'élection, les postes vacants sont mis au concours par la Commission judiciaire de l'Assemblée fédérale,. Les candidatures sont alors étudiées par cette dernière, en prêtant attention en particulier à la personnalité de la personne candidate (« indépendance d'esprit, caractère équilibré, aptitude à travailler en collège, ... »). La Commission judiciaire formule une recommandation à l'Assemblée fédérale. L'élection se fait à bulletin secret par les membres du Conseil national et du Conseil des États qui siègent ensemble (Chambres réunies). La présidence et la vice-présidence du Tribunal fédéral sont élues en un deuxième temps par l'Assemblée fédérale, sur deux bulletins séparés.
Après son élection et avant son entrée en fonction, chaque juge doit prêter serment (ou faire une promesse solennelle) devant sa cour attribuée ; le serment ou la promesse est délivré en présence du président du Tribunal fédéral.

#### Conditions
Il y a deux conditions légales pour être élu au Tribunal fédéral : être citoyen suisse, être majeur, et avoir moins de 68 ans. Une « pierre angulaire » de l'élection concerne l'appartenance politique : une règle non écrite dispose que les partis ont le droit à une représentation proportionnelle au sein du Tribunal fédéral en fonction du nombre de députés aux Chambres. Cela permet une certaine représentation de la tendance politique de la population à la Haute Cour. Dans ce cadre, la Commission judiciaire ne fait qu'examiner l'adéquation de la personne présentée par le parti. Selon certains commentateurs, cet impératif implique que les candidats qui se présentent sans le soutien d'un parti n'ont pratiquement aucune chance d'être élus. Les personnalités apartisanes sont donc écartées de facto de la plus haute autorité judiciaire du pays. Le système de sélection et d'élection suisse est pour cela parfois mal compris à l'étranger.
Une autre condition découle du plurilinguisme fédéral. La Suisse ayant trois langues officielles, le Parlement veille aussi à une répartition adéquate des langues, car le Tribunal fédéral statue dans la langue de la décision attaquée. L'origine cantonale, d'une certaine importance lors de la création de la Haute Cour, n'est plus un facteur important dans les années 2010.
Les femmes, qui n'ont acquis le droit de vote au niveau fédéral que depuis 1971, intègrent le Tribunal fédéral en 1975 avec l'entrée en fonction de la socialiste Margrith Bigler-Eggenberger.

#### Âge limite
La Suisse ne connaît pas de mandat à vie pour ses juges fédéraux (comme aux États-Unis par exemple). En effet, les juges de Mon-Repos finissent automatiquement leur mandat à la fin de l'année civile lors de laquelle ils atteignent leur 68e anniversaire, ; le siège laissé vacant est alors repourvu pour le reste de la période administrative. Par exemple, un juge élu à l'âge de 64 ans en 2015 siège jusqu'au 31 décembre 2017, et la personne qui lui succède occupe son poste dès le 1er janvier 2018 et jusqu'en 2021 (fin de la période de six ans).
Cette limite n'est toutefois pas introduite lors de la création du Tribunal fédéral. Certains juges siègent jusqu'à l'âge de 82 ans (comme Félix Clausen jusqu'en 1916 et Franz Schmid jusqu'en 1932). Agostino Soldati reste toutefois le juge ayant siégé le plus longtemps à Mon-Repos, entre 1892 et 1936 (pour un total de 45 ans).
En 2011, Wurzburger estime que l'âge d'élection des juges fédéraux se situe entre 40 et 55 ans ; selon le même auteur, il n'existe pas  de « dynastie de juges » en Suisse (hormis deux exceptions dans les années 1930, Virgile et son fils Jean Rossel et Arthur et son fils Louis Couchepin).

#### Réélection

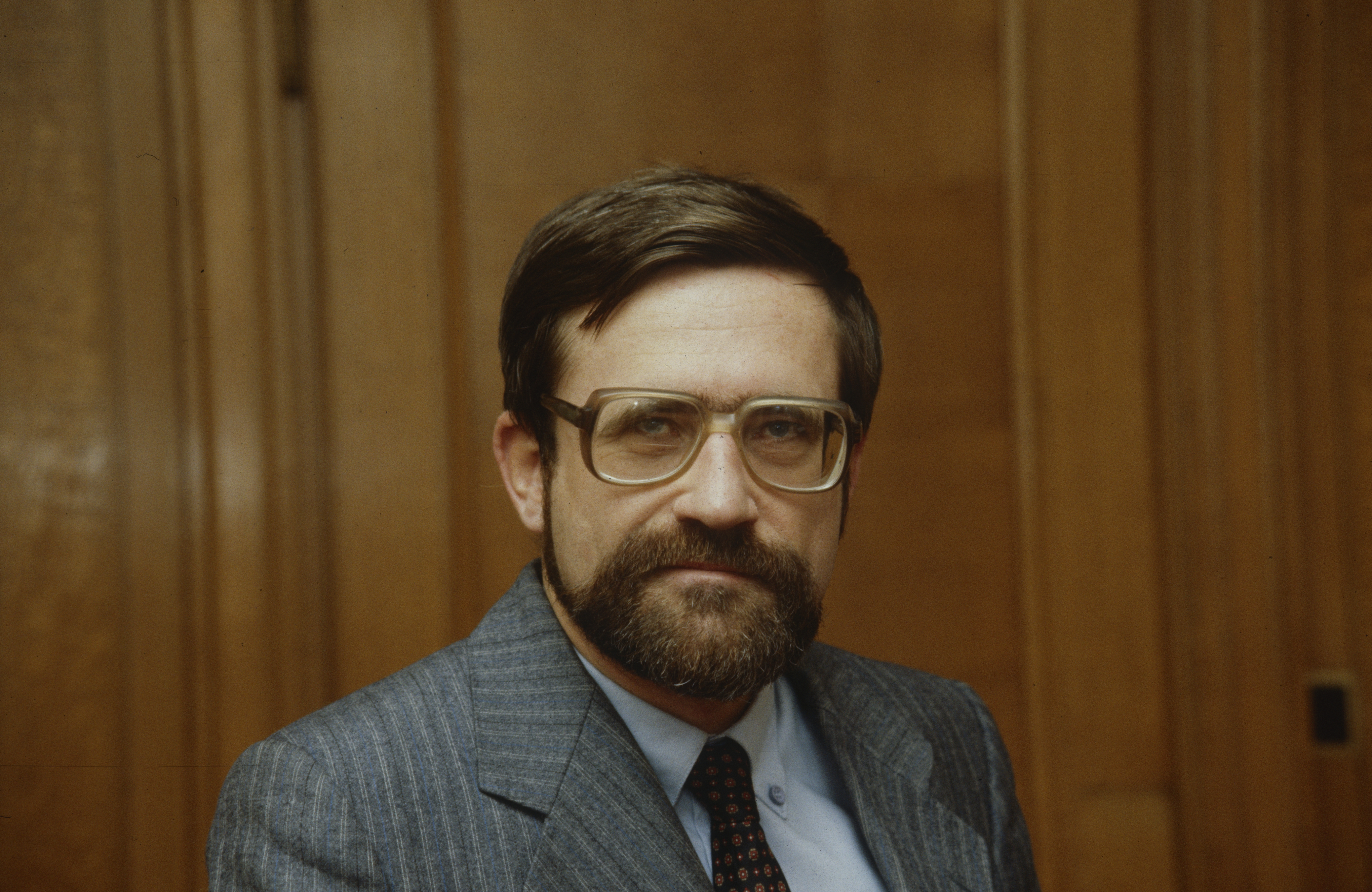
Martin Schubarth, ici en 1982 en Suisse, manque de se faire réélire au premier tour en 1990 en Suisse.

La réélection des juges fédéraux est possible, sous réserve de l'atteinte de la limite d'âge. Le processus de réélection est essentiellement formel, car les juges fédéraux sont presque systématiquement réélus. Toutefois, il arrive que certains partis politiques fassent pression sur « leurs » candidats, si un de ceux-ci devait rendre un arrêt qui déplaise audit parti. Une telle pression peut se manifester sous la forme d'un mauvais score de réélection (c.-à-d. un score moins bon que ses autres collègues juges).
Tel est le cas notamment en 1990 avec Martin Schubarth et en 2020 avec Yves Donzallaz. Schubarth est élu en 1982, mais n'est pas réélu au premier tour en 5 décembre 1990, en n'obtenant que 95 votes sur 116 nécessaires sur les 231 valables. Il est toutefois réélu au deuxième tour le 12 décembre par 127 voix sur les 208 valables (et 24 blancs), pour une majorité absolue de 105. 

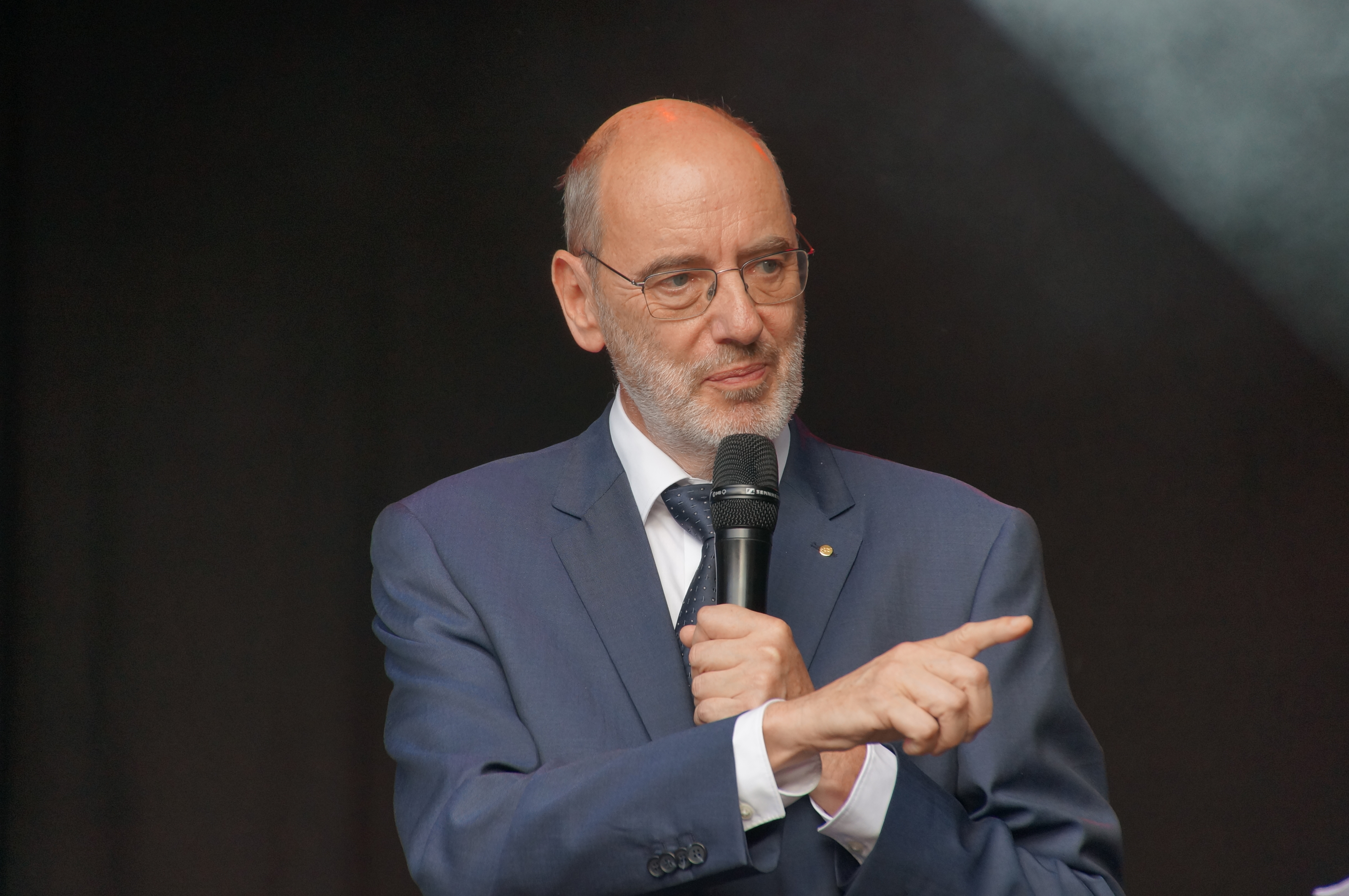
Yves Donzallaz (2023)

Donzallaz est élu en 2008 sous la bannière de l'UDC. Son parti menace fin août 2020 de ne pas le réélire en raison de ses prises de position dans les jugements de la IIe Cour de droit public, en particulier en relation avec l'étranger (secret bancaire, immigration, etc.),. Donzallaz répond à cette menace en accusant son parti d'instrumentaliser la justice. Le groupe UDC aux Chambres réagit en ne recommandant pas Donzallaz à sa réélection. Ce dernier est toutefois réélu en septembre 2020 avec 177 voix sur les 239 valables et les 120 requises.

### Plan administratif

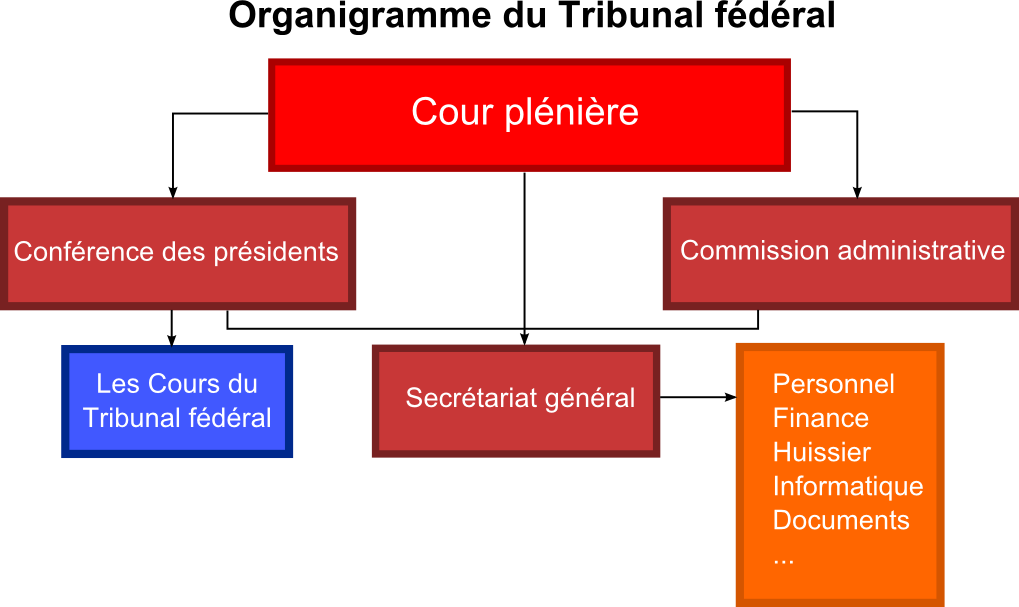
Organigramme du Tribunal fédéral.

Sur le plan administratif, le Tribunal fédéral est soumis exclusivement à la haute surveillance de l'Assemblée fédérale. Même si le Tribunal fédéral s'administre lui-même et tient sa propre comptabilité, le Parlement fédéral approuve le budget et les comptes de la Haute Cour, qui présente annuellement un rapport de gestion.
Le rôle des greffiers (plus d'une centaine de personnes en 2007) consiste à élaborer des projets d'arrêts sous la responsabilité d’un juge et à rédiger les arrêts du Tribunal fédéral.

#### Cour plénière

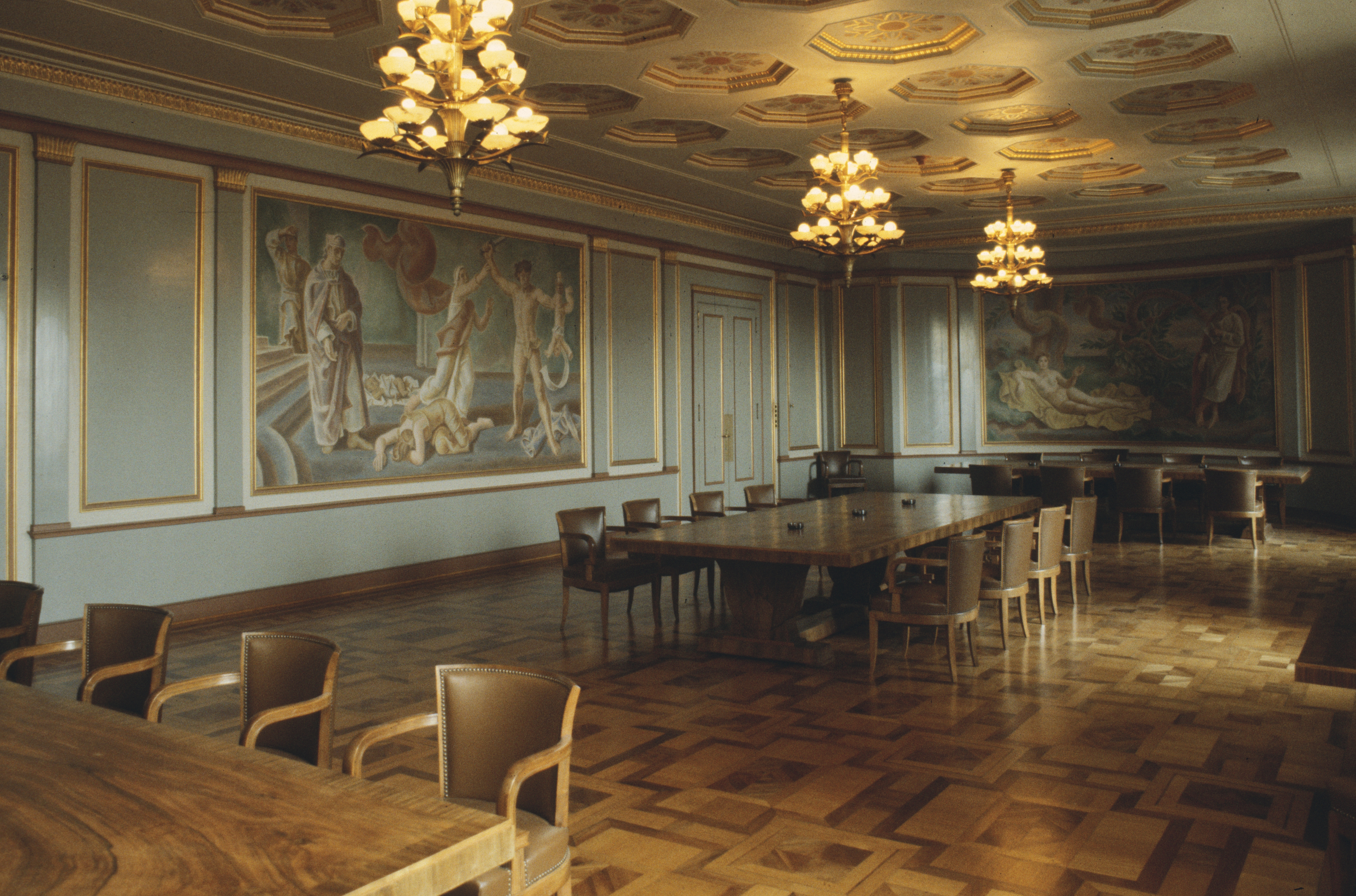
Salle de réunion de la Cour plénière, à Lausanne (dans les années 1990).

La Cour plénière (appelé aussi Plenum en allemand) est la réunion de l'ensemble des juges ordinaires, indépendamment du fait qu'ils siègent à Lausanne ou à Lucerne.
Ses compétences sont limitées aux questions fondamentales liées au Tribunal fédéral, principalement à cause de la relative lourdeur de la procédure de vote. La Cour plénière édicte, entre autres, le règlement d'organisation de la Haute Cour. Elle procède à la nomination aux postes qui ne sont pas du ressort de l'Assemblée fédérale, notamment les présidences de cours et le secrétaire général.
Il lui revient de soumettre deux candidats à l'Assemblée fédérale pour la présidence et de la vice-présidence du Tribunal fédéral. Elle décide dans ce cadre à bulletin secret.
Elle est convoquée par le président du Tribunal fédéral ; la Commission administrative, une cour ou cinq juges ordinaires peuvent demander la convocation de la Cour plénière. Elle ne peut délibérer (en siégeant ou par vote circulaire) que si les deux-tiers des juges participent à la décision.

#### Conférence des présidents
La Conférence des présidents se compose des présidents de toutes les cours du Tribunal fédéral (au total huit membres). Elle dispose de trois tâches. Elle assure l'uniformisation des décisions (en fixant le style de rédaction). Sa tâche principale reste toutefois la coordination de la jurisprudence entre les cours (sous réserve d'une procédure pour changement de jurisprudence). La Conférence des présidents peut aussi prendre position sur des actes normatifs (loi fédérale ou ordonnance).
Le président du Tribunal fédéral siège à la Conférence des présidents, mais n'a qu'une voix consultative.

#### Commission administrative
La Commission administrative est constituée du président ainsi que du vice-président du Tribunal et d'au plus trois autres juges ordinaires (en 2020, seul un juge ordinaire siège à la Commission administrative). Le secrétaire général y siège également, mais avec une voix consultative (ne prenant donc pas part au vote). Les membres de la Commission administrative sont élus pour deux ans et sont rééligibles une fois.
La Commission administrative est chargée de l'administration courante du Tribunal fédéral,. Il s'agit par conséquent d'un organe important du Tribunal fédéral, mais qui est dépourvu de tout pouvoir jurisprudentiel (car elle ne rend pas la justice, compétence réservée aux cours). Elle formule toutefois les propositions, à l'intention de la Cour plénière, pour la composition des cours et les présidents de ces dernières. Les décisions de la Commission administrative sont mises en œuvre par le secrétariat général,.
Dans ses compétences, elle adopte le budget et les comptes qui sont transmis pour approbation à l'Assemblée fédérale. Elle engage également les greffiers et attribue leurs postes. De plus, elle exerce la surveillance sur le Tribunal pénal fédéral et le Tribunal administratif fédéral.
Elle est convoquée et présidée par le président du Tribunal fédéral,.

#### Secrétariat général
Le secrétariat général du Tribunal fédéral est le service compétent pour l'administration de l'institution, mettant en œuvre les décisions de la Commission administrative. La personne à sa tête, le secrétaire général, est dans les faits le directeur administratif du Tribunal fédéral, un poste qu'il occupe à plein temps. Ce poste est occupé par Nicolas Lüscher depuis le 1er juillet 2022 .
Le secrétariat général organise le secrétariat de la Cour plénière, de la Commission administrative et de la Conférence des présidents, ce qui lui confère un rôle essentiel au sein de la Haute Cour. Il est toutefois astreint à un devoir de réserve lors des séances de ces organes, car il ne peut s'exprimer que sur les aspects administratifs, et non de droit.
En 2019, le secrétariat général est composé de 283,1 postes EPT (précision est demandée sur la répartition des postes ?), dont 137,4 EPT pour les greffiers. À titre de comparaison en 2009, les effectifs étaient de 279,4 EPT et 127 EPT respectivement.

#### Services

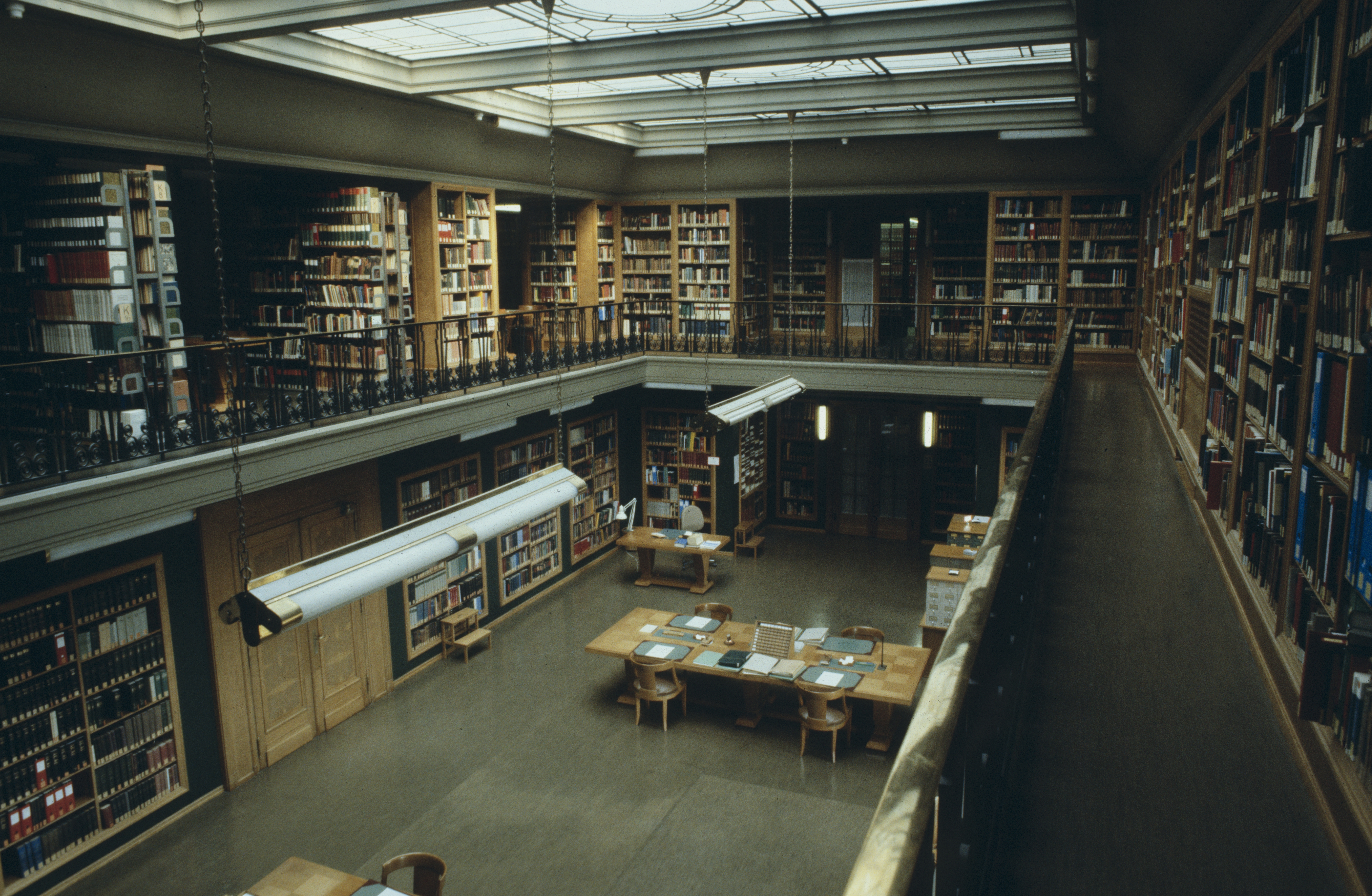
Bibliothèque du Tribunal fédéral, à Lausanne, dans les années 1990.

Les services du Tribunal fédéral se composent, entre autres, d'une bibliothèque rattachée au RERO, mais réservée aux juges fédéraux et aux collaborateurs du Tribunal fédéral. En 2011, elle catalogue plus de 80 000 monographies, 1 000 revues scientifiques et environ 70 médias en ligne.
Du plus, il existe une section documentation (avec une vingtaine de collaborateurs), qui est chargée des recherches et qui administre le système dit Bradoc, une base de données électronique interne au Tribunal fédéral, utile pour la recherche de ses anciens arrêts,. Cette base de données existe depuis 1992.

### Statistiques
Le 1er janvier 2007, la nouvelle loi sur le Tribunal fédéral est entrée en vigueur, remplaçant la loi d’organisation judiciaire, ce qui a entraîné la fusion du Tribunal fédéral avec le Tribunal fédéral des assurances (à Lucerne). Le Tribunal fédéral compte 39 juges et 41 juges suppléants. Leur nombre sera réduit progressivement à 38 juges et 19 suppléants.
Le tableau suivant rend compte des différentes données statistiques du Tribunal fédéral. Les valeurs maximales pour la période retenue sont indiquées en vert, les valeurs minimales en rouge.
| Année   | Affaires    | Affaires | Affaires  | Affaires | Affaires  | Affaires | Affaires      | Affaires         | Effectifs (total en EPT) | Effectifs (total en EPT) |
| Année   | introduites | +/-      | liquidées | +/-      | reportées | +/-      | durée moyenne | publiées aux ATF | Postes                   | dont greffiers           |
| ------- | ----------- | -------- | --------- | -------- | --------- | -------- | ------------- | ---------------- | ------------------------ | ------------------------ |
| 2007    | 7 195       |          | 7 994     |          | 2 657     |          | 155 j         | 303              | 278,4                    | 151                      |
| 2008    | 7 141       | 0,75 %   | 7 515     | 5,99 %   | 2 285     | 14 %     | 151 j         | 265              | 279,4                    | 151                      |
| 2009    | 7 192       | 0,71 %   | 7 242     | 3,63 %   | 2 234     | 2,23 %   | 126 j         | 263              | 279,4                    | 131                      |
| 2010    | 7 367       | 2,43 %   | 7 424     | 2,51 %   | 2 174     | 2,69 %   | 126 j         | 259              | 279,4                    | 127                      |
| 2011    | 7 419       | 0,71 %   | 7 327     | 1,31 %   | 2 267     | 4,28 %   | 126 j         | 271              | 273,6                    | 127                      |
| 2012    | 7 871       | 6,09 %   | 7 667     | 4,64 %   | 2 469     | 8,91 %   | 125 j         | 322              | 273,6                    | 127                      |
| 2013    | 7 919       | 0,61 %   | 7 878     | 2,75 %   | 2 510     | 1,66 %   | 132 j         | 293              | 273,6                    | 127                      |
| 2014    | 7 702       | 2,74 %   | 7 563     | 4 %      | 2 650     | 5,58 %   | 131 j         | 278              | 278,6                    | 132                      |
| 2015    | 7 853       | 1,96 %   | 7 695     | 1,75 %   | 2 811     | 6,08 %   | 134 j         | 290              | 278,6                    | 132                      |
| 2016    | 7 743       | 1,4 %    | 7 811     | 1,51 %   | 2 748     | 2,24 %   | 140 j         | 319              | 278,6                    | 132                      |
| 2017    | 8 029       | 3,69 %   | 7 782     | 0,37 %   | 3 004     | 9,32 %   | 144 j         | 319              | 281,6                    | 132,8                    |
| 2018    | 7 795       | 2,91 %   | 8 040     | 3,32 %   | 2 761     | 3,12 %   | 145 j         | 276              | 282,2                    | 133,7                    |
| 2019    | 7 884       | 1,14 %   | 7 937     | 1,28 %   | 2 710     | 1,85 %   | 140 j         | 231              | 283,1                    | 134,7                    |
| Moyenne | 7 624       |          | 7 683     |          | 2 560     |          | 137 j         | 284              | 278,5                    | 134                      |

## Cours

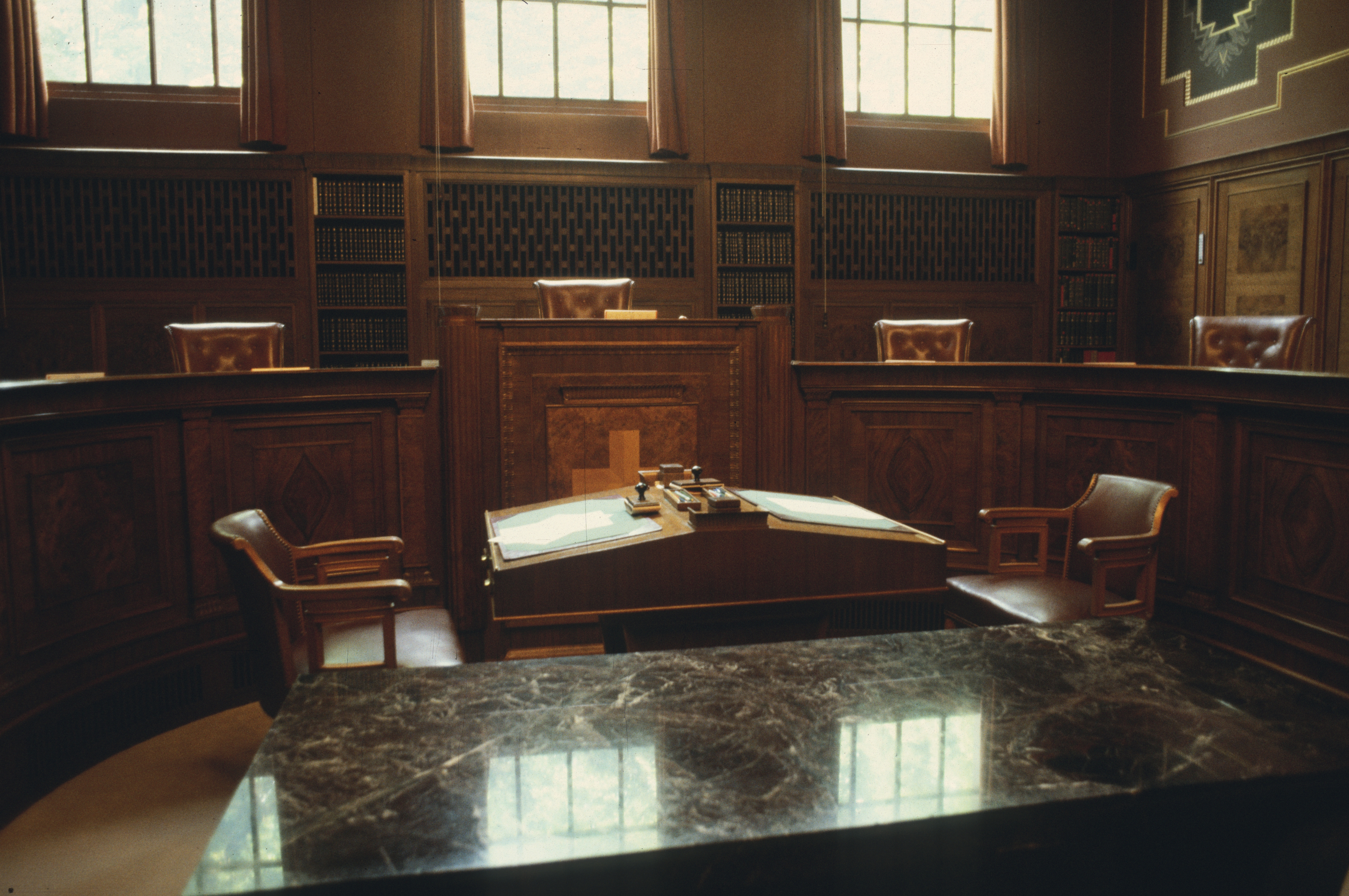
Salle rouge, une des salles de séance du Tribunal fédéral à Lausanne (ici dans les années 1990).

Les cours sont les regroupements de juges en fonction de la matière à traiter. Elles jouent dans ce cadre un rôle essentiel dans l'activité jurisprudentielle du Tribunal fédéral. Elles sont au nombre de huit (quatre de droit public, deux de droit civil, deux de droit pénal). Certains commentateurs considèrent ces cours comme « sept royaumes juridiques », car les cours n'agissent que peu souvent de concert entre elles et peuvent aller jusqu'à se contredire (comme sur la jurisprudence Schubert).

### Généralités
Toutes les cours ont leur siège à Lausanne, sauf la IIIe et la IVe Cour de droit public, qui siègent à Lucerne.
Les cours sont constituées pour deux ans par la Cour plénière et se composent de cinq juges ordinaires. Tout juge fédéral siégeant dans une cour donnée peut être appelé à siéger dans une autre cour. Toutefois, lors de la constitution des cours (autrement dit, l'attribution de telle ou telle cour à tel ou tel juge), la Cour plénière prend en compte les domaines de spécialité de chaque juge (par exemple attribuer un pénaliste à une Cour de droit pénal).
Il existe une clef de répartition particulière pour les langues. En effet, pour les cours ayant six juges (en 2020, la Ire et IIe Cour de droit public et la IIe Cour de droit civil), deux juges de langue française doivent impérativement siéger. Pour les cours à cinq membres, un ou deux juges ordinaires de langue française sont alloués. En 2020, il n'y avait que trois juges de langue italienne, donc pas assez pour être représentés dans chaque cour. En conséquence, il n'y a pas de cour exclusivement de langue allemande, française ou italienne. De même, la Cour plénière doit faire attention à ne pas doter une cour spécifique de juges d'un même parti. Wurzburger considère que pour les cours à six juges, il ne devrait pas y avoir plus de trois juges du même parti, deux pour les cours à cinq juges.
La présidence des cours est nommée pour deux ans par la Cour plénière, sur proposition de la Commission administrative. Un président de cours peut exercer ce mandat au maximum trois fois dans sa carrière, c.-à-d. pour un maximum de six ans.
| Langue   | Cours                    | Cours                    | Cours                     | Cours                    | Cours                   | Cours                   | Cours                   |                         |
| Langue   | Ire Cour de droit public | IIe Cour de droit public | IIIe Cour de droit public | IVe Cour de droit public | Ire Cour de droit civil | IIe Cour de droit civil | Ire Cour de droit pénal | IIe Cour de droit pénal |
| -------- | ------------------------ | ------------------------ | ------------------------- | ------------------------ | ----------------------- | ----------------------- | ----------------------- | ----------------------- |
| allemand | 3 juges (P)              | 3 juges                  | 3 juges                   | 4 juges (P)              | 3 juges (P)             | 2 juges                 | 2 juge                  | 3 juges                 |
| français | 2 juges                  | 2 juges (P)              | 1 juge                    | 1 juge                   | 2 juges                 | 2 juges (P)             | 2 juges (P)             | 2 juges (P)             |
| italien  | 0                        | 0                        | 1 juge (P)                | 0                        | 0                       | 1 juge                  | 1 juge                  | 0                       |
| romanche | 0                        | 0                        | 0                         | 0                        | 0                       | 0                       | 0                       | 0                       |
| Total    | 5 juges                  | 5 juges                  | 5 juges                   | 5 juges                  | 5 juges                 | 5 juges                 | 5 juges                 | 5 juges                 |

### Première Cour de droit public
La Ire Cour de droit public est composée de cinq juges et siège à Lausanne.

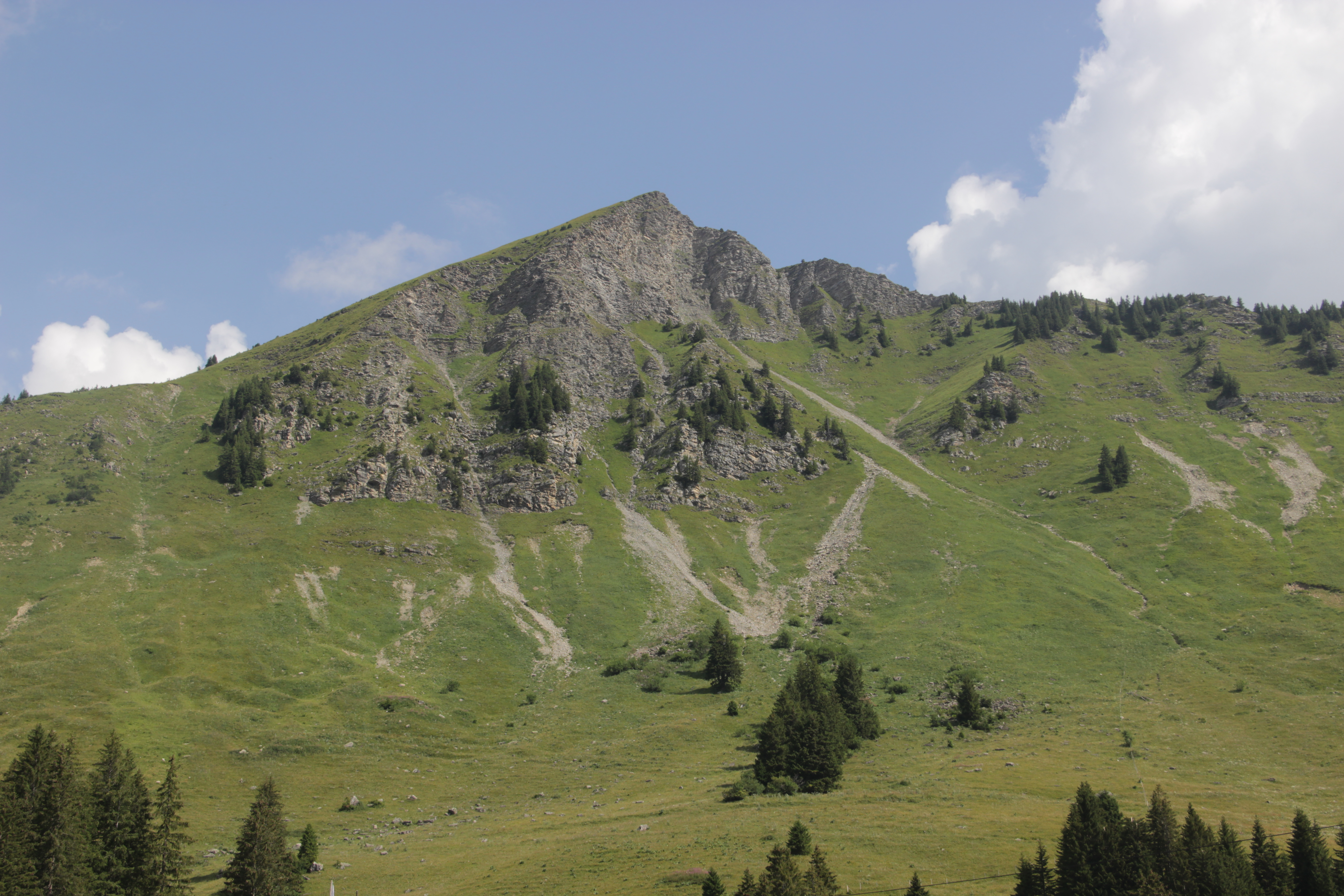
Les affaires touchant l'environnement sont de compétence de la Ire Cour de droit public.

Elle se charge à titre principal des affaires touchant l'expropriation et l'aménagement du territoire,. Elle est également compétente pour les recours concernant les droits politiques, l'entraide judiciaire internationale en matière pénale, la circulation routière et le droit de cité. Depuis le 1er juillet 2023, elle est de nouveau compétente pour les affaires touchant le personnel du secteur public,.
La Ire Cour de droit public est aussi compétente pour les affaires touchant certains droits fondamentaux. Dans le domaine des garanties générales, il s'agit de l'égalité de traitement et la protection contre l'arbitraire et protection de la bonne foi. Au même titre, elle s'occupe des affaires portant sur les garanties générales de procédure, la garantie de l'accès à un juge, les garanties de procédure judiciaire et lors de privation de liberté. De plus, les affaires touchant la garantie de la propriété sont traitées par la Ire Cour de droit public.

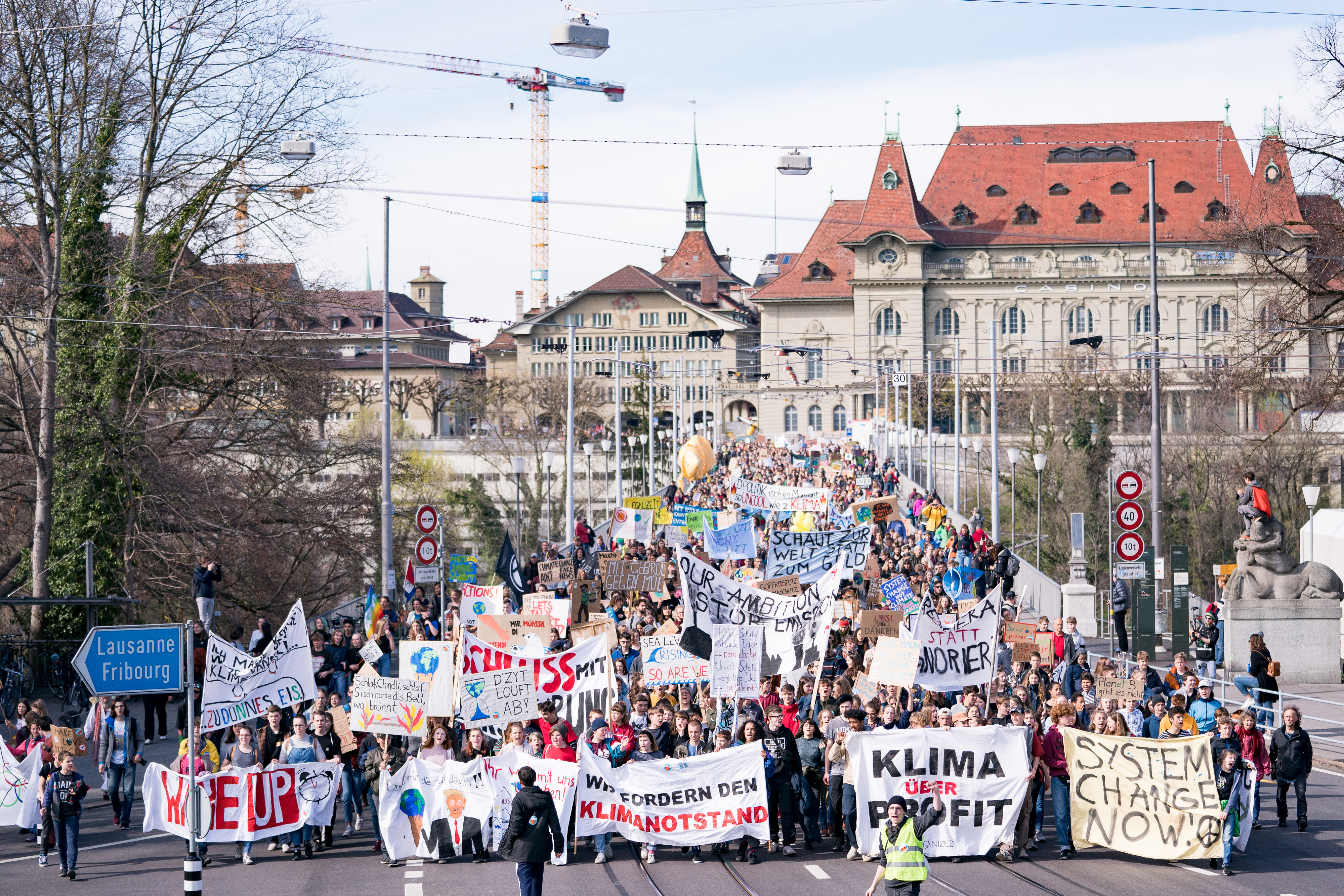
Les questions touchant les libertés d'expression et de réunion sont du ressort de la Ire Cour de droit public.

Elle traite également des recours touchant certains droits fondamentaux touchant la personne, en l'occurrence le droit à la vie et à la liberté personnelle, de même que la protection de la sphère privée et le droit au mariage et à la famille.
Certaines libertés fondamentales sont également du ressort de la Ire Cour de droit public), ici la liberté d'opinion (inclut la liberté d'expression) et d'information, la liberté des médias, mais aussi la liberté de l'art, la liberté de réunion et la liberté d'association.
La Ire Cour de droit public est compétente pour certaines actions au sens de la loi sur le Tribunal fédéral. Ces actions sont des instruments juridiques saisis notamment lorsqu'il y a un conflit de compétence entre les autorités fédérales et les autorités cantonales. Tel est le cas par exemple, lorsqu'un ministère public cantonal se considère incompétent sur une demande d'entraide judiciaire pénale et transmet alors le dossier au Ministère public de la Confédération, qui se retient également incompétent. En revanche, les conflits entre les autorités fédérales suprêmes (c.-à-d. l'Assemblée fédérale, le Conseil fédéral et le Tribunal fédéral) sont tranchés par l'Assemblée fédérale.  Le Parlement retient cette compétence, car il est l'autorité suprême de la Confédération,. Cela a toutefois pour conséquence que l'Assemblée fédérale est juge et partie pour trancher le conflit.
Enfin, la Ire Cour de droit public s'occupe également de recours en matière pénale, pour autant qu'il s'agisse de décisions dites incidentes dans la procédure pénale. Il s'agit ici de décisions rendues par le ministère public ou le tribunal des mesures de contrainte qui portent sur des éléments de procédure (donc en cours de la procédure), pas sur la culpabilité ; par exemple une décision pour savoir si le refus d'un témoin (refus de témoigner) est licite ou non. Avant le 1er janvier 2013, elle est également compétente pour les recours contre les décisions finales. Avant 2013, la Ire Cour de droit public détient aussi la compétence sur les recours contre les décisions finales en matière pénale (en particulier de non-entrée en matière ou de classement de la procédure), compétence depuis transférée à la deuxième Cour de droit pénal.

### Deuxième Cour de droit public
La IIe Cour de droit public se compose de cinq juges et siège à Lausanne.
Elle a pour compétence principale le traitement des affaires liées au droit des étrangers, aux impôts et taxes, au droit public économique et certains domaines de droit administratif. Il s'agit d'une part du droit des subventions, des concessions et des monopoles, le droit des marchés publics, de la concurrence, d'autre part du droit de la surveillance des banques, assurances et bourses. En complément, le droit touchant le cinéma et l'instruction et formation sont du domaine de la IIe Cour de droit public. Sont inclus également le droit des anciennes régies fédérales, à savoir le droit des transports, de la poste et de la radio et télévision. Le droit des professions libérales et du commerce extérieur y sont également inclus. Le droit en matière d'agriculture, de pêche et de chasse sont aussi du ressort de la IIe Cour de droit public, sans oublier la protection des animaux et le droit de la santé et de la police des denrées alimentaires. Viennent s'y ajouter le droit touchant la responsabilité de l’État, le droit public du travail, l'acquisition d’immeubles par des personnes résidant à l’étranger, le droit en matière d'énergie, mais aussi de loteries et de jeux de hasard.
En matière de droits fondamentaux, la IIe Cour de droit public traite à titre principal les affaires ayant attrait à la protection des enfants et des jeunes et du droit à un enseignement de base, mais aussi à la liberté de conscience et de croyance, la liberté de la langue, la liberté de la science, la liberté d'établissement, la liberté économique et à la liberté syndicale,.
De plus, elle traite certaines actions en responsabilité de la Confédération, des membres de ses autorités et de ses fonctionnaires,.

### Troisième Cour de droit public
La IIIe Cour de droit public se compose de cinq juges et siège à Lucerne ; jusqu'au 31 décembre 2006, elle fait partie du Tribunal fédéral des assurances.
Elle est compétente pour les affaires en lien avec l'assurance-vieillesse et survivants (AVS), l'assurance-invalidité (AI), l'allocation pour perte de gain (APG, qui regroupe, entre autres, les allocations pour congé maternité et pour le service militaire, service PCi et service civil), l'assurance-maladie (découlant de la LAMal) et la prévoyance professionnelle.

### Quatrième Cour de droit public

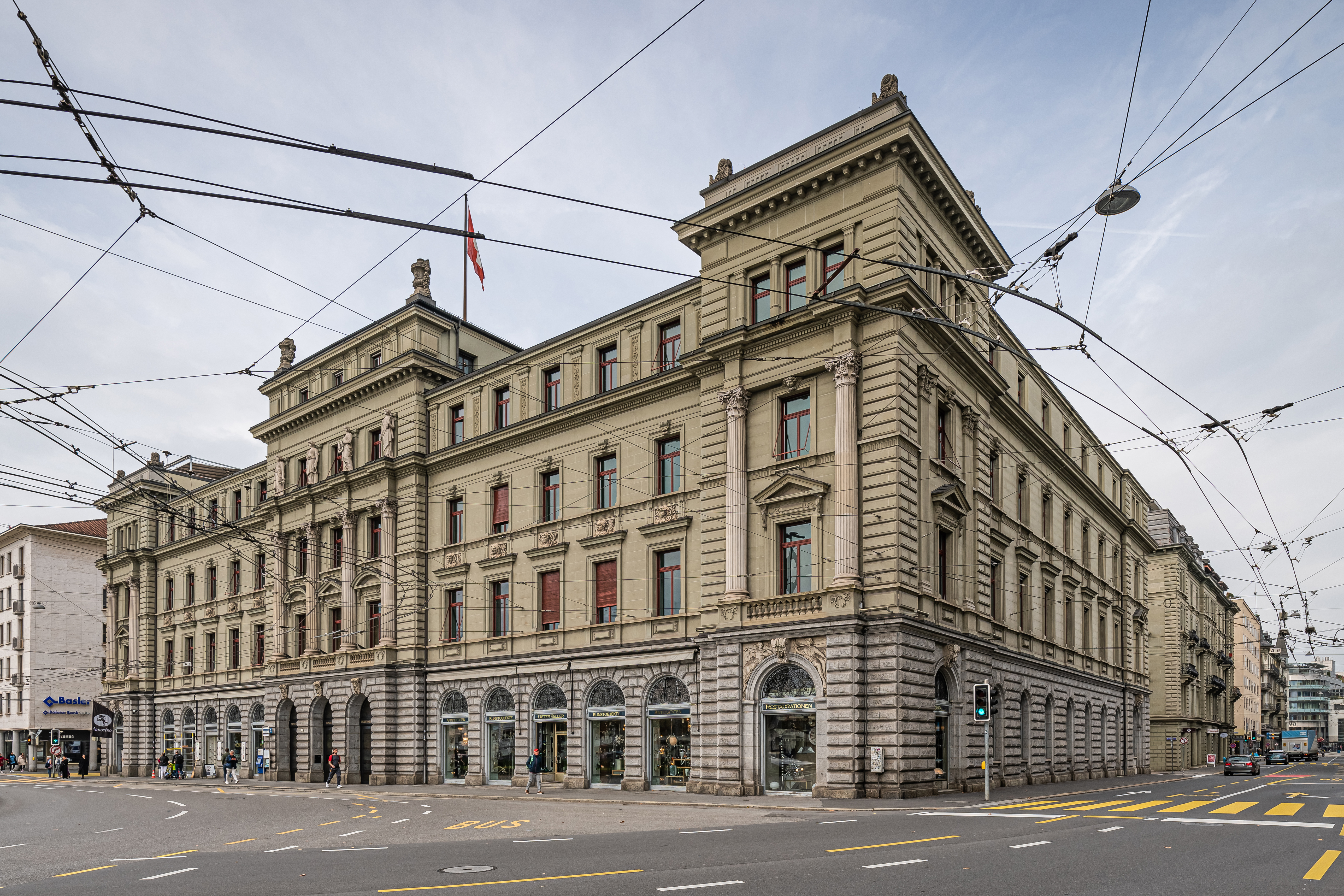
Ancien siège de la Gotthardbahn (Gotthardgebäude) à Lucerne, aujourd'hui abritant les deux cours de droit social du Tribunal fédéral.

La IVe Cour de droit public se compose de cinq juges et, comme sa cour-sœur, siège à Lucerne et fait partie du Tribunal fédéral des assurances jusqu'à l'entrée en vigueur de la LTF.
Elle est compétente pour les affaires touchant l'assurance-invalidité (AI), l'assurance-accident (AA), l'assurance-chômage (AC), les assurances sociales cantonales, les allocations familiales, l'aide sociale et aide dans les situations de détresse, l'assurance militaire (auprès de la SUVA), les prestations complémentaires (PC) et les prestations transitoires pour chômeurs âgés. le droit du personnel du secteur public,.

### Première Cour de droit civil
La Ire Cour de droit civil se compose de cinq juges et siège à Lausanne.
Elle est compétente pour les affaires touchant le droit des obligations (inclus le droit des sociétés), les contrats d'assurance, la responsabilité extracontractuelle, la responsabilité de l'État pour les activités médicales, le droit privé de la concurrence, le droit de la propriété intellectuelle, les questions d'arbitrage international, et la tenue des registres en relation avec les matières mentionnées (comme les registres du commerce ou les registres des marques, brevets et designs tenus par l'Institut fédéral de la propriété intellectuelle).
La Ire Cour de droit civil traite aussi les actions civiles entre un canton et la Confédération ou entre cantons, de même que les recours en droit public contre des actes normatifs cantonaux  dans les domaines de compétence de la Cour. Elle est aussi compétente pour les recours contre les sentences arbitrales au sens du Code de procédure civile qui touchent son domaine de compétence.

### Deuxième Cour de droit civil
La IIe Cour de droit civil se compose de cinq juges et siège à Lausanne.
Elle est chargée des affaires touchant quatre des cinq livres du Code civil, à savoir le droit des personnes, le droit de la famille (dont le droit du mariage et de la filiation), le droit des successions et les droits réels. À ces domaines viennent s'ajouter le droit foncier rural, le droit de la poursuite pour dettes et faillite. En plus, elle traite les recours concernant la tenue des registres dans les matières de sa compétence (comme les registres d'état civil, les registres fonciers).
La IIe Cour de droit civil est aussi compétente pour les actions entre Confédération et cantons ou entre cantons, les recours contre les actes normatifs cantonaux et les recours contre les sentences arbitrales, si ceux-ci sont du domaine de compétence de la cour.

### Première Cour de droit pénal
La Ire Cour de droit pénal se compose de cinq juges et siège à Lausanne. Sous l'Organisation judiciaire (et avant l'entrée en vigueur de la LTF), elle se dénomme Cour de cassation pénale (en allemand Kassationshof et en italien Corte di cassazione penale).
La Cour est compétente pour toutes les affaires ayant trait au droit pénal matériel (sauf les décisions d'exécution des peines et des mesures), à la procédure pénale (sauf les décisions incidentes relevant de la procédure pénale) et les décisions finales en matière pénale (sauf les ordonnances de non-entrée en matière ou de classement de la procédure).
Jusqu'au 30 juin 2025, la deuxième Cour de droit pénal est également compétente pour traiter les recours relevant du domaine de compétence de la première Cour de droit pénal.
Avant 2013, la Ire Cour de droit public détient aussi la compétence sur les recours contre les décisions finales en matière pénale,.

### Deuxième Cour de droit pénal
La IIe Cour de droit pénal se compose de cinq juges et siège à Lausanne. Elle est entrée en fonction le 1er juillet 2023.
La Cour est compétente en matière d’exécution des peines et des mesures et de décisions incidentes relevant de la procédure pénale et d'ordonnances de classement et de non-entrée en matière.

## Autres tribunaux fédéraux
Sur le plan fédéral, trois tribunaux de première instance permettent de décharger le Tribunal fédéral :
- le Tribunal pénal fédéral (TPF) à Bellinzone est un organe de première instance dévolu aux affaires pénales qui sont du ressort de la Confédération ;
- le Tribunal administratif fédéral (TAF) est, depuis le 1er janvier 2007, la première instance de recours contre les décisions des autorités administratives fédérales. Auparavant situé dans des locaux temporaires dans la région de Berne, il a pris ses quartiers définitifs à Saint-Gall ;
- le Tribunal fédéral des brevets (TFB), créé en 2012 à Saint-Gall, est chargé de trancher en matière de litiges touchant aux brevets.

Jusqu'au 31 décembre 2006, le droit des assurances sociales était du ressort du Tribunal fédéral des assurances (TFA) (Cour des assurances sociales du Tribunal fédéral), dont le siège était à Lucerne. Depuis le 1er janvier 2007, le Tribunal fédéral des assurances a été intégré plus complètement dans le Tribunal fédéral, lequel est dorénavant aussi en matière d'assurances sociales la dernière instance en Suisse. Les cours compétentes en matière de droit des assurances sociales continuent de siéger à Lucerne.

## Décisions

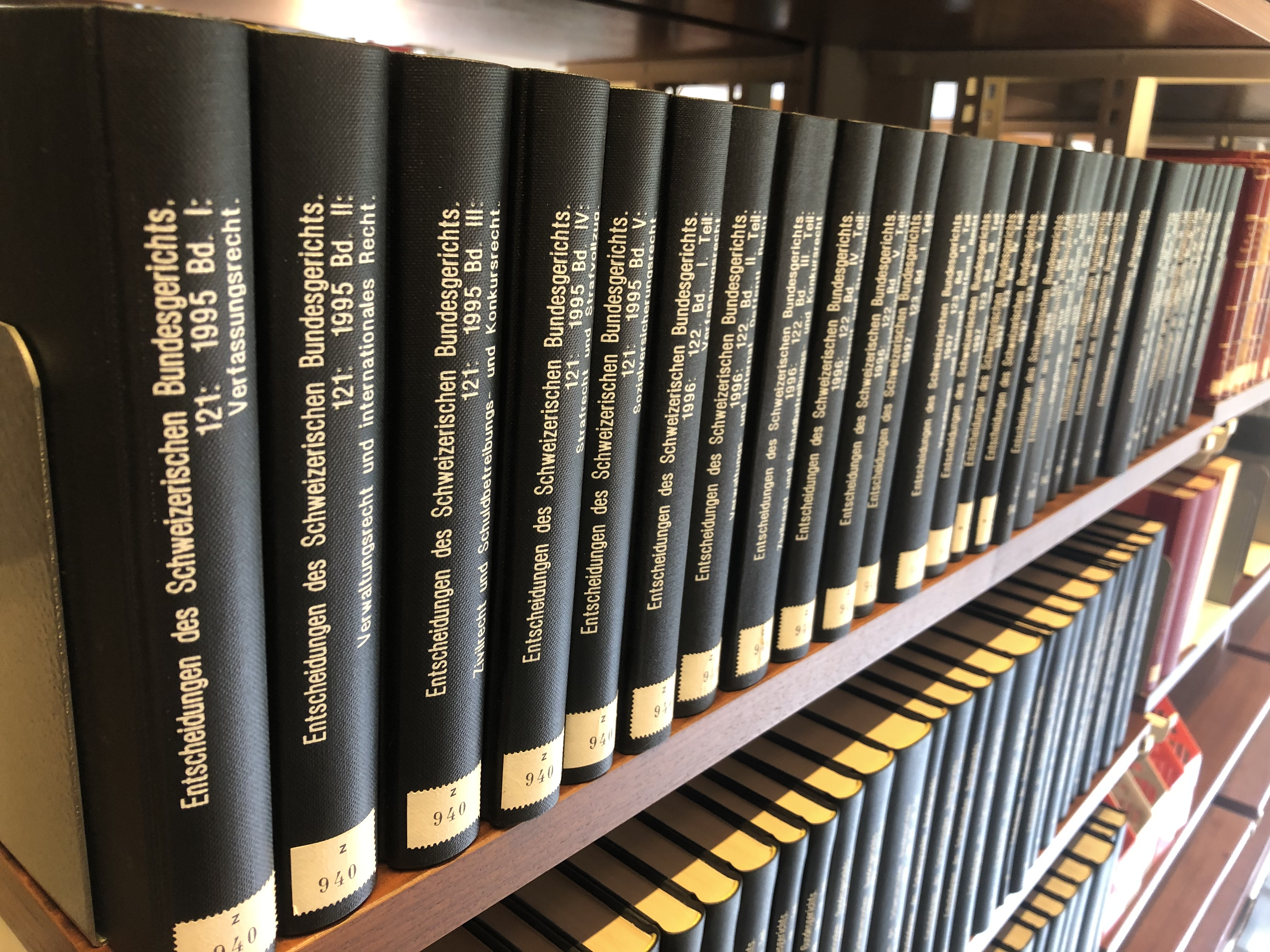
Volumes contenant les ATF, ici avec les volumes 121 et 122 (1995 et 1996). On distingue aussi sur la tranche le numéro du volume (Band) avec le domaine de droit concerné.

Toute décision du Tribunal fédéral produit un arrêt. Ces décisions ont une grande importance puisqu'elles constituent l'essentiel de la jurisprudence suisse en clarifiant et unifiant l'interprétation du droit fédéral ou éventuellement en comblant une lacune existante.
Pour rendre ses décisions, le tribunal procède par la méthode du syllogisme judiciaire (appelé en Suisse subsomption). Un arrêt du tribunal se compose de deux parties distinctes: dans la première partie on assiste à un récapitulatif des faits et des procédures judiciaires antérieures ; la seconde partie fait place au raisonnement lui-même qui commence par la majeure, le rappel des bases légales existantes, leur interprétation dans la doctrine ou selon la volonté du législateur, puis par la mineure qui consiste à comparer ce qui était énoncé dans la majeure avec les faits. La conclusion vient clore cette analyse en donnant la décision finale.
Le système de classement et de numérotation d'un arrêt repose sur le système suivant en quatre parties :
1. ATF (en rouge sur l'image) désigne la juridiction. Dans le cas présent Arrêt du Tribunal fédéral (BGE en allemand et DTF en italien)
2. 126 (en orange sur l'image) désigne la date selon le système 1874[205]+ x = année. Dans le cas présent, 1874 + 126 = 2000
3. IV (en turquoise sur l'image) est la classification selon le domaine de droit: I Droit constitutionnel, II Droit administratif, III Droit civil, poursuite et faillite, IV Droit pénal et exécution de peine, V Droit des assurances sociales[206]
4. 186 (en violet sur l'image) est le numéro de page où se situe l'arrêt (dans le Recueil officiel).

Les arrêts principaux sont publiés dans le Recueil officiel des arrêts du Tribunal fédéral dans la langue dans laquelle ils ont été rendus. Pour avoir la version traduite en français d'arrêts rendus en allemand ou en italien, il faut se référer à diverses revues spécialisées comme le Journal des Tribunaux (JdT) ou la Semaine judiciaire (SJ). Les arrêts non publiés au recueil officiel peuvent être consultés sur la banque de données en ligne du Tribunal fédéral ou sur Juricaf.

## Relations internationales
Le Tribunal fédéral est cité lors de la Conférence d'Algésiras de 1906. L'Acte général résultant de cette conférence établit alors, entre autres, la Banque d'État du Maroc. Un tribunal spécial est chargé de résoudre les litiges avec cette banque. Le Tribunal fédéral, nommé dans l'Acte général « Cour fédérale de Lausanne », est désigné comme instance de recours, statuant de manière définitive,.
Le Tribunal fédéral suisse est membre de l'Association des hautes juridictions de cassation des pays ayant en partage l'usage du français.